# 马杜比镇区
马杜比镇区為緬甸欽邦马杜比县下辖的一个鎮區。2014年人口51,351人，區域面積5,903.2平方公里。马杜比為該鎮区首府。